# Brachylicoa estasiatica
Brachylicoa estasiatica is een naaldkreeftjessoort uit de familie van de Parapseudidae. De wetenschappelijke naam van de soort is voor het eerst geldig gepubliceerd in 2007 door Gutu.